# La Palud-sur-Verdon
La Palud-sur-Verdon è un comune francese di 317 abitanti situato nel dipartimento delle Alpi dell'Alta Provenza della regione della Provenza-Alpi-Costa Azzurra.

## Società

### Evoluzione demografica
Abitanti censiti